# Anlezy
Anlezy est une commune française, située dans le département de la Nièvre en région Bourgogne-Franche-Comté.

## Géographie
Entourée de forêts et de collines, Anlezy est une commune entre les plaines du Val de Loire et le massif du Morvan.
Elle est traversée par l'Andarge, petit cours d'eau affluent de l'Aron, apportant fraîcheur et charme rural aux alentours.

### Climat
Pour des articles plus généraux, voir Climat de la Bourgogne-Franche-Comté et Climat de la Nièvre.
En 2010, le climat de la commune est de type climat océanique dégradé des plaines du Centre et du Nord, selon une étude du Centre national de la recherche scientifique s'appuyant sur une série de données couvrant la période 1971-2000. En 2020, Météo-France publie une typologie des climats de la France métropolitaine dans laquelle la commune est exposée à un climat océanique altéré et est dans la région climatique Centre et contreforts nord du Massif Central, caractérisée par un air sec en été et un bon ensoleillement.
Pour la période 1971-2000, la température annuelle moyenne est de 10,9 °C, avec une amplitude thermique annuelle de 16,1 °C. Le cumul annuel moyen de précipitations est de 879 mm, avec 12,9 jours de précipitations en janvier et 7,8 jours en juillet. Pour la période 1991-2020, la température moyenne annuelle observée sur la station météorologique de Météo-France la plus proche, « Ourouer », sur la commune de Vaux d'Amognes à 19 km à vol d'oiseau, est de 11,3 °C et le cumul annuel moyen de précipitations est de 889,3 mm. 
La température maximale relevée sur cette station est de 41,5 °C, atteinte le 7 août 2003 ; la température minimale est de −13,5 °C, atteinte le 1er mars 2005,,.
Les paramètres climatiques de la commune ont été estimés pour le milieu du siècle (2041-2070) selon différents scénarios d'émission de gaz à effet de serre à partir des nouvelles projections climatiques de référence DRIAS-2020. Ils sont consultables sur un site dédié publié par Météo-France en novembre 2022.

## Urbanisme

### Typologie
Au 1er janvier 2024, Anlezy est catégorisée commune rurale à habitat très dispersé, selon la nouvelle grille communale de densité à sept niveaux définie par l'Insee en 2022.
Elle est située hors unité urbaine. Par ailleurs la commune fait partie de l'aire d'attraction de Nevers, dont elle est une commune de la couronne,. Cette aire, qui regroupe 93 communes, est catégorisée dans les aires de 50 000 à moins de 200 000 habitants,.

### Occupation des sols
L'occupation des sols de la commune, telle qu'elle ressort de la base de données européenne d’occupation biophysique des sols Corine Land Cover (CLC), est marquée par l'importance des territoires agricoles (78,2 % en 2018), une proportion sensiblement équivalente à celle de 1990 (78,4 %). La répartition détaillée en 2018 est la suivante : 
terres arables (44,4 %), prairies (33,8 %), forêts (20 %), zones urbanisées (1,7 %). L'évolution de l’occupation des sols de la commune et de ses infrastructures peut être observée sur les différentes représentations cartographiques du territoire : la carte de Cassini (XVIIIe siècle), la carte d'état-major (1820-1866) et les cartes ou photos aériennes de l'IGN pour la période actuelle (1950 à aujourd'hui).

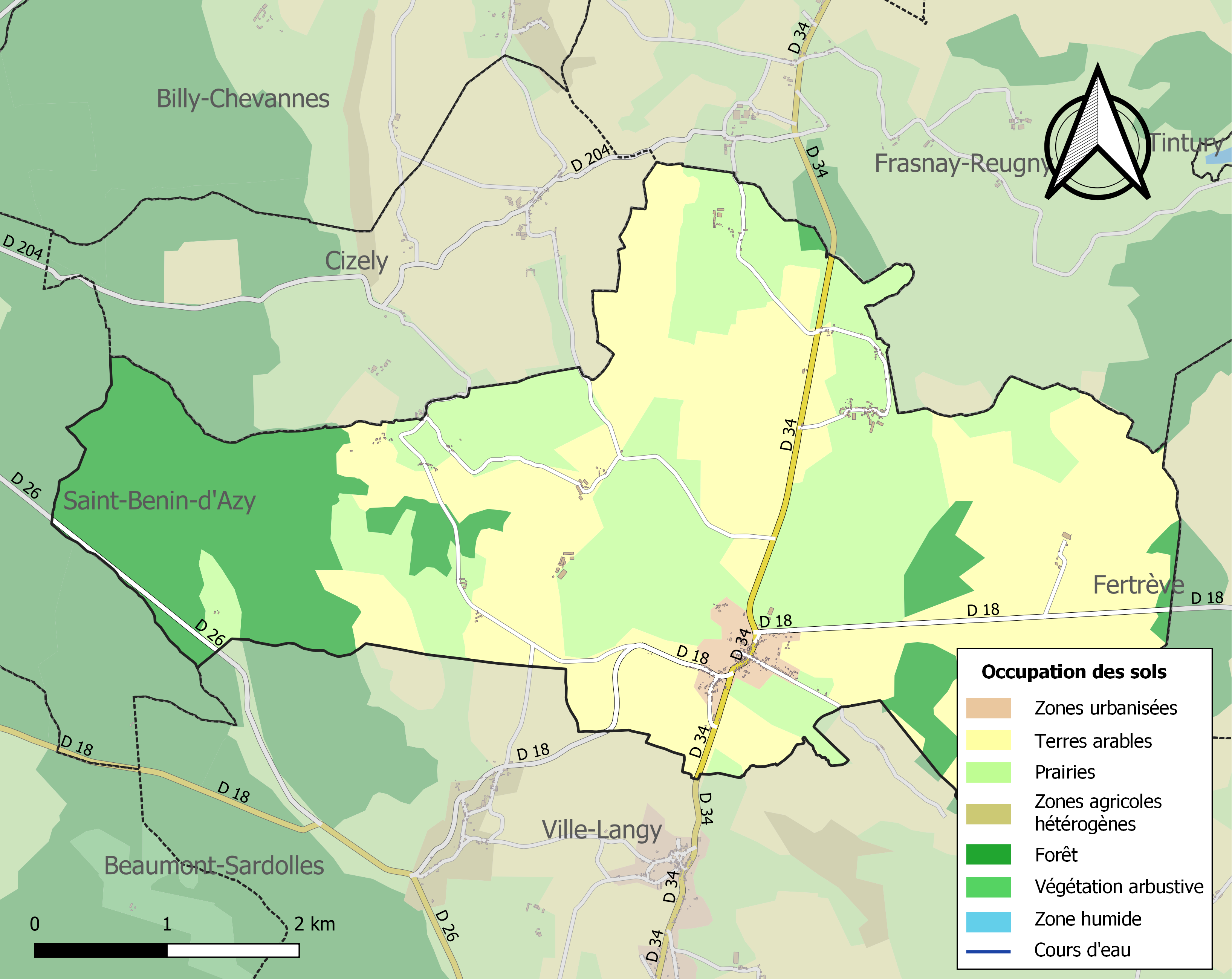
Carte des infrastructures et de l'occupation des sols de la commune en 2018 (CLC).

## Toponymie
La première mention connue du nom de la commune remonte à 1238 : Anleziacum. On relève également les formes suivantes : Anlesiacum (1247), Anlisiacum (1282), Anlix (vers 1300), Anlesy (1391), Enlezy (1463) et Anlezis (1699).

### Lieux et monuments

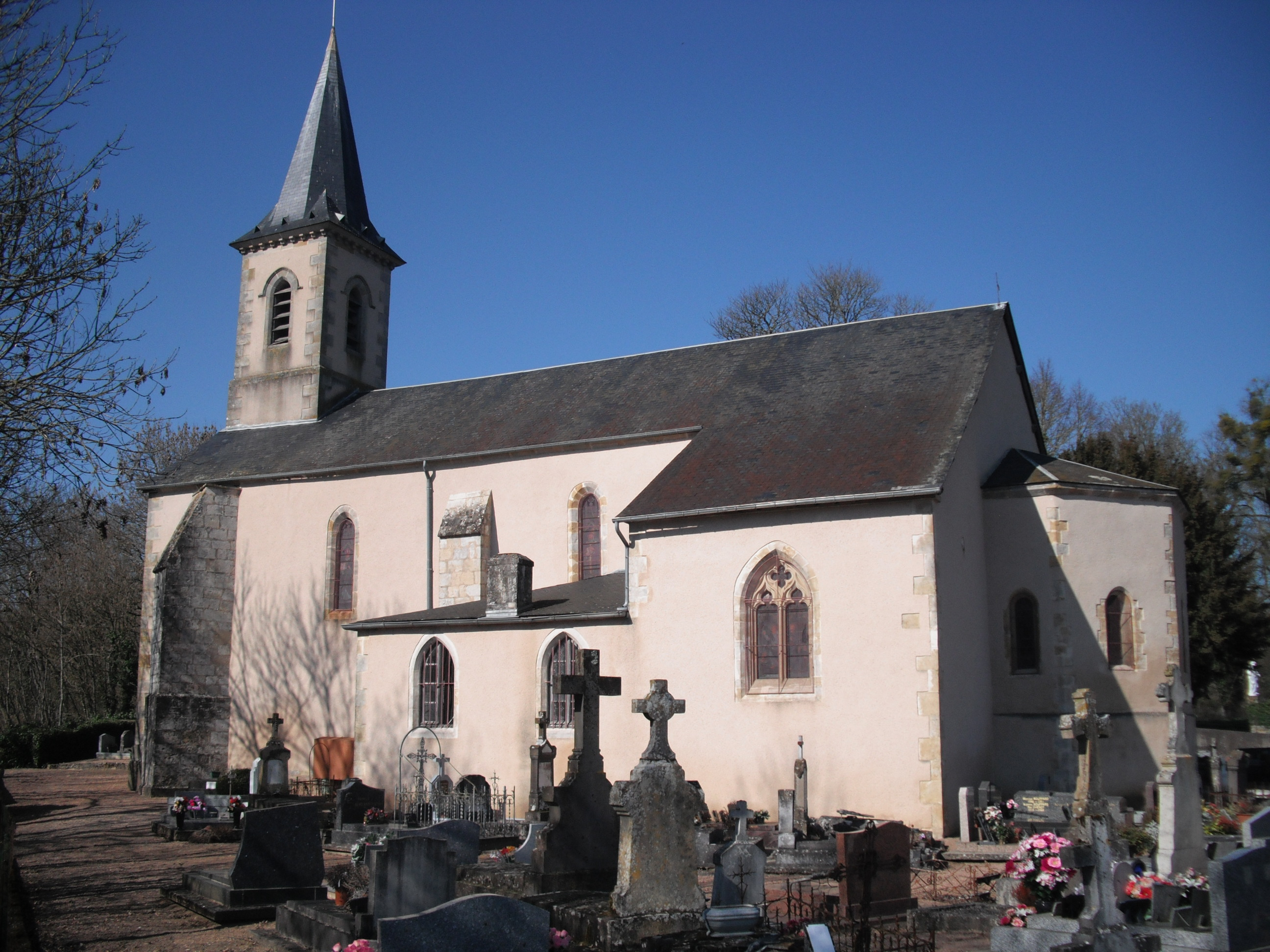
L'église.

## Politique et administration

### Liste des maires
| Période                                  | Période   | Identité           | Étiquette | Qualité                                                                         |
| ---------------------------------------- | --------- | ------------------ | --------- | ------------------------------------------------------------------------------- |
| 1919                                     | 1940      | Louis Labbé        | SFIO      | Épicier, conseiller d'arrondissement du canton de Saint-Benin-d'Azy (1928-1940) |
| mars 2001                                | mars 2014 | Dominique Dequiedt |           | Agriculteur                                                                     |
| mars 2014                                | 2020      | Michel Robert      | SE        | Retraité                                                                        |
| 2020                                     | En cours  | Jean Désir         |           | Ouvrier agricole                                                                |
| Les données manquantes sont à compléter. |           |                    |           |                                                                                 |

## Démographie
L'évolution du nombre d'habitants est connue à travers les recensements de la population effectués dans la commune depuis 1793. Pour les communes de moins de 10 000 habitants, une enquête de recensement portant sur toute la population est réalisée tous les cinq ans, les populations de référence des années intermédiaires étant quant à elles estimées par interpolation ou extrapolation. Pour la commune, le premier recensement exhaustif entrant dans le cadre du nouveau dispositif a été réalisé en 2005.

En 2022, la commune comptait 241 habitants, en évolution de −5,49 % par rapport à 2016 (Nièvre : −3,28 %, France hors Mayotte : +2,11 %).
| 1793 | 1800 | 1806 | 1821 | 1831 | 1836 | 1841 | 1846 | 1851 |
| ---- | ---- | ---- | ---- | ---- | ---- | ---- | ---- | ---- |
| 495  | 481  | 501  | 497  | 523  | 596  | 596  | 641  | 708  |

| 1856 | 1861 | 1866 | 1872 | 1876 | 1881 | 1886 | 1891 | 1896 |
| ---- | ---- | ---- | ---- | ---- | ---- | ---- | ---- | ---- |
| 722  | 756  | 773  | 795  | 824  | 806  | 815  | 763  | 805  |

| 1901 | 1906 | 1911 | 1921 | 1926 | 1931 | 1936 | 1946 | 1954 |
| ---- | ---- | ---- | ---- | ---- | ---- | ---- | ---- | ---- |
| 691  | 640  | 622  | 530  | 514  | 513  | 461  | 474  | 486  |

| 1962 | 1968 | 1975 | 1982 | 1990 | 1999 | 2005 | 2006 | 2010 |
| ---- | ---- | ---- | ---- | ---- | ---- | ---- | ---- | ---- |
| 476  | 438  | 367  | 330  | 335  | 310  | 295  | 290  | 284  |

| 2015 | 2020 | 2022 | - | - | - | - | - | - |
| ---- | ---- | ---- | - | - | - | - | - | - |
| 256  | 242  | 241  | - | - | - | - | - | - |

## Culture locale et patrimoine

### Personnalités liées à la commune
- François de Damas, chevalier, seigneur, comte d’Anlezy, marquis de Saint-Jean de Roquefeuil, baron de Castelnau et autres lieux, demeurant en son château, paroisse d’Anzely (1748)[18].
- Claude Mathieu (1738-1793), fermier général du domaine d’Anlezy, introducteur de l'élevage de charolais dans la Nièvre[19].
- Jean-Pierre de Damas d'Anlezy (1734-1800), général français.